# Romanisca annulicornis
Romanisca annulicornis är en stekelart som beskrevs av Karl-Johan Hedqvist 1959. Romanisca annulicornis ingår i släktet Romanisca och familjen puppglanssteklar.
Artens utbredningsområde är:
- Ecuador.
- Guyana.
- Peru.

Inga underarter finns listade i Catalogue of Life.